# Robert Horne
Robert L. Horne (13 de abril de 1964) es un luchador profesional conocido por su trabajo en la WWF como Mo.

## Carrera

### PWF
Debutó con Nelson Frazier, Jr. en la Pro Wrestling Federation como un tag team llamado The Harlem Knights, bajo los nombres de Bobby (Horne) y Nelson Knight (Frazier) y comandado por George South. El dúo ganó el PWF Tag Team Championship, hasta que fueron contratados por la World Wrestling Federation.

### World Wrestling Federation

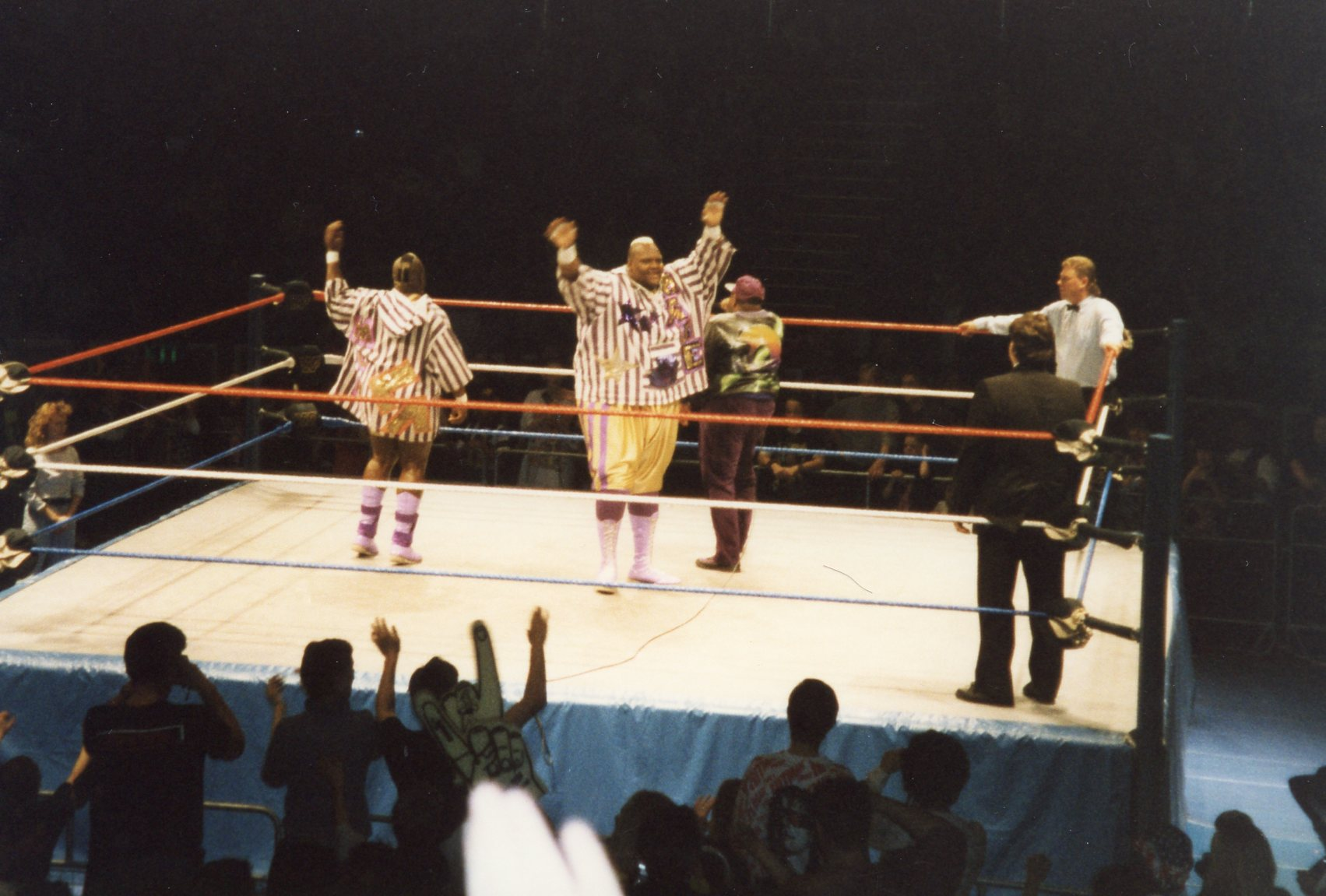
Men on a Mission (Mabel & Mo) en un evento de la WWF.

Al llegar a la WWF, The Harlem Knights tomó un nuevo nombre: Nelson fue llamado Mabel, Bobby fue llamado Mo y se les concedió un mánager rapero llamado Oscar, formando un nuevo equipo, llamado Men on a Mission, acortado M.O.M. (Mabel, Oscar and Mo). La WWF los presentó a la audiencia a través de viñetas, práctica habitual en la época. El nombre del equipo se refería al gimnick que ostentaban de tres hombres afroamericanos que trataban de hacer un cambio positivo en los barrios bajos de las ciudades. El grupo, siempre vestidos de púrpura, debutó como sólidos face, y tuvieron en su poder el Tag Team Championship una vez, pero solo por dos días. Aparecieron en Survivor Series en 1993, donde resultaron ganadores en un combate por equipos. El dúo se tornó heel cuando atacaron a Oscar.
Tras ganar Mabel el King of the Ring en 1995 adoptaron los nombres de King Mabel y Sir Mo, respectivamente. Comenzaron a entrar al ring con fastuosos mantos dorados, coronas y un monumental trono, siguiendo con su personalidad heel. Con ese nuevo atuendo, Men on a Mission derrotó a Razor Ramon y Savio Vega en In Your House 2. Después de un feudo con The British Bulldogs Mo fue librado de su contrato por la WWF.

### USWA
Al llegar a la USWA entró en Nation of Domination bajo el nombre de Sir Mohammad.
Actualmente trabaja como camionero en Westminster, Carolina del Sur.

## Campeonatos
- Power Pro Wrestling

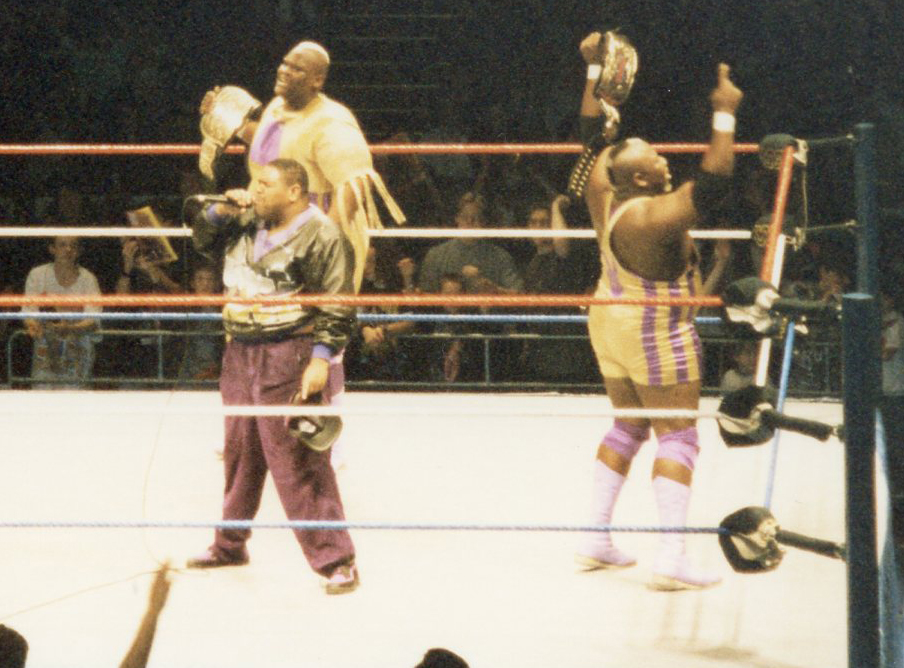
Horne como Mo junto a Mabel como Campeones Mundiales en Parejas de la WWF.

- PPW Tag Team Championship (1 vez) - con Deon Harlem

- Pro Wrestling Federation

- PWF Tag Team Championship (2 veces) - con Nelson Knight

- World Wrestling Federation

- WWF Tag Team Championship (1 vez) - con Mabel

- Wrestling Observer Newsletter awards

- Worst Worked Match of the Year (1993) con Mabel y The Bushwhackers vs. The Headshrinkers, Bastion Booger, y Bam Bam Bigelow, en Survivor Series